# Edgar Marcelino
Edgar Carvalhi Figueira Marcelino (* 10. September 1984 in Coimbra) ist ein portugiesischer Fußballspieler.

## Karriere
Edgar Marcelino begann seine Karriere in der Jugendmannschaft von Sporting Lissabon. Jedoch schaffte er nicht den Sprung ins Profiteam und spielte kein einziges Spiel als Profi für Sporting Lissabon. Daher wurde er an mehrere Mannschaften verliehen. Seine erste Leihstation war der FC Penafiel, wo er auch sein Profidebüt mit einem 1:1 gegen den FC Rio Ave machte. Er war einer der wichtigsten Offensiv-Spieler im Team und wurde damit beim FC Penafiel zum Topspieler. Doch nach einer Saison kehrte er wieder zurück nach Lissabon.
Zur Saison 2005/06 wurde er dann in die Niederlande ausgeliehen, zum Klub RBC Roosendaal, wo er jedoch nicht richtig überzeugen konnte und ein Jahr später wieder zu Sporting Lissabon zurückkehrte. Doch man kündigte ihm daraufhin seinen Vertrag. Vitória Guimarães nahm in dann unter Vertrag, aber auch dort konnte er nicht überzeugen und verließ den Verein nur eine Saison später. Danach wechselte zu Omonia Nikosia. Am Ende der Saison sagte man ihm, dass er Talent hätte, jedoch seine Chance nicht genutzt hätte.
2008 wechselte er dann nach Spanien zu Racing de Ferrol. Nur ein Jahr später kehrte Marcelino zurück nach Zypern zu APOP Kinyras Peyias, wo auch mehrere seiner Landsleute spielten.
Im Januar 2011 wechselte er zurück in seine Heimat zu GD Estoril Praia. Doch nicht mal ein Jahr hielt er sich dort auf, er wechselte stattdessen zu Kawkab Marrakesch nach Marokko. Nach kurzen Aufenthalten bei AE Paphos oder Al-Seeb Club in Oman, wechselte er zur Saison 2014/15 zum indischen Erstligisten FC Goa. Nach einem innerindischen Wechsel spielte er noch unterklassig in Griechenland, Australien und Portugal.

## Titel und Erfolge
- Zyprischer Pokal 2009